# Nitdoff
Nitdoff, né Mor Tallah Gueye à Louga au Sénégal, est un rappeur et producteur sénégalais. 
Il commence dans le rap avec le groupe BMG de Louga dans les années 1990. Il se lance dans des projets solo et sort son premier album Mbede Mi en 2007.

## Biographie

### Enfance et formation
Il est né le 31 juillet 1984 à Louga.

### Carrière

#### Débuts (1996-2004)[3]
Il commence la musique avec le groupe BMG dans les années 1990. 
Il s’exile en France où vit son père au début des années 2000.

#### Mbede Mi(2005-2009)
Après des années d'attentes, il rencontre en France un beat-maker du nom de Mao Prod. Après quelques années de travail avec ce dernier, Nitdoff réalise son rêve en 2007 avec la sortie de son premier album M'Bede Bi, composé de onze titres, dont le très dérangeant "Kalachnikov".
Il revient au Sénégal et fait le tour de la banlieue dakaroise pour marquer son empreinte et réussit son entrée dans le rap sénégalais en remportant le titre de "Révélation de l'année".
En 2009, il crée le Show of the Year.

#### R.D.D.R(2010-2013)
En 2013, pour la sortie de son 3e album, Nitdoff décide de s'installer définitivement au Sénégal. Il sort ainsi l'album R.D.D.R constitué de 17 titres, renfermant notamment le titre "R.D.D.R". Il fait le tour du Sénégal et remporte pour la 2e fois l'album de l'année.

#### Roi d'Afrique(2014-2016)
En 2016, il met sur le marché ce double album intitulé "Roi d'Afrique", signe de maturité et d'engagement. Une maturité qui intervient selon lui après des années de voyages, de rencontres et de scènes. Il rend hommage aux héros africains, toutes ces personnes qui se battent au quotidien pour que l'Afrique relève la tête. Pour fêter la naissance de ce double album, il fait deux concerts à guichets fermés en 48h (Grand Théâtre national de Dakar; Stade Iba-Mar-Diop),,.
Nitdoff se lance dans la production en signant 2 artistes dont Yanko SM (avec son label Gunzout Records, fondé en 2007, à Dakar,,).
En dehors de la musique, Nitdoff œuvre dans le social depuis 2009. Il organise des dons de «Ndogou» (rupture du jeûne), des dons pour les orphelinats et pour ses 10 ans, il organise une journée de don de sang dans son fief à Louga mobilisant des milliers de jeunes .

## Discographie

### Albums studio
- 2007: M'Bede Bi
- 2009: Hip Hop Dou Messeu Dead
- 2013: R.D.D.R
- 2016: Roi d'Afrique (double album)